# Джексон, Кейт (актриса)
Кейт Джексон (англ. Kate Jackson; род. 29 октября 1948, Бирмингем) — американская актриса, режиссёр и продюсер, наиболее известная по роли Сабрины Дункан в популярном телесериале 70-х годов «Ангелы Чарли».

## Жизнь и карьера
Люси Кейт Джексон родилась в Бирмингеме, штат Алабама. Она начала карьеру как модель в рекламе, а в 1970 году дебютировала на телевидении в сериале «Мрачные тени». Она продолжала строить карьеру, снимаясь в первую очередь на телевидении, и в 1972 году получила роль в сериале «Копы», где снималась до 1976 года.
В 1976 году Джексон получила свою самую знаковую роль в карьере, в сериале Аарона Спеллинга «Ангелы Чарли». Сериал достиг культового статуса, а Джексон стали приглашать в кино. Ей была предложена роль в фильме «Крамер против Крамера» в 1978 году, но ей пришлось отказаться от неё из-за плотного съемочного графика в сериале. Роль позже досталась Мерил Стрип.
Джексон за свою карьеру четырежды была номинирована на премию «Золотой глобус» и трижды на «Эмми».
В 1982 году она сыграла главную роль в фильме «Занимаясь любовью», который достиг умеренного успеха в прокате. Год спустя она вернулась на телевидение с главной ролью в сериале «Пугало и миссис Кинг», который просуществовал четыре сезона. Позже она снялась в сериале «Бэби-бум», который просуществовал всего один сезон. В 1989 году она вернулась в кино, снявшись в комедии «Герой-любовник».
В девяностых Джексон работала в первую очередь на телевидении, исполняя главные роли в телефильмах.